# Kinan Cycling Team
El Kinan Cycling Team és un equip ciclista japonès professional en ruta, de categoria Continental.
No s'ha de confondre amb l'anterior Kinan CCD.

## Principals resultats
- Tour de l'Ijen: Jai Crawford (2016)
- Tour de les Filipines: Jai Crawford (2017)
- Tour de Flores: Thomas Lebas (2017)
- Volta a Hokkaidō: Marcos García (2017)
- Volta al Japó: Marcos García (2018)
- Volta a Indonèsia: Thomas Lebas (2019)

### Grans Voltes
- Tour de França
  - 0 participacions

- Giro d'Itàlia
  - 0 participacions

- Volta a Espanya
  - 0 participacions

## Composició de l'equip
| \| Llista de l'equip 2016 \| Llista de l'equip 2016 \| Llista de l'equip 2016 \| Llista de l'equip 2016 \| \| Ciclista \| Data de naixement \| Equip previ \| \| \| --------------------------------------- \| ---------------------- \| ---------------------------------- \| ---------------------- \| \| Keisuke Aso \| 14 de abril de 1992 \| \| \| \| Kosuke Aso \| 14 de abril de 1992 \| \| \| \| Jai Crawford \| 4 de agost de 1983 \| Drapac Professional Cycling (2014) \| \| \| Ricardo García Ambroa \| 26 de febrer de 1988 \| Team Ukyo (2014) \| \| \| Marcos García Fernández \| 4 de desembre de 1986 \| Louletano-Ray Just Energy (2015) \| \| \| Kenji Itami \| 15 de setembre de 1988 \| Bridgestone Anchor (2014) \| \| \| Shigetomo Nakanishi \| 12 de abril de 1990 \| \| \| \| Ryōma Nonaka \| 22 de juliol de 1989 \| Shimano Racing Team (2014) \| \| \| Wesley Sulzberger \| 20 de octubre de 1986 \| Navitas Satalyst Racing (2015) \| \| \| Kōhei Tsukada \| 6 de agost de 1992 \| \| \| \| Masamichi Yamamoto \| 4 de agost de 1978 \| Bridgestone Anchor (2011) \| \| \| \| \| \| \| \| Fonts: ProCyclingStats Cycling Archives \| \| \| \| |                        |                                    |  |
| Llista de l'equip 2016 |                        |                                    |  |
| Ciclista | Data de naixement      | Equip previ                        |  |
| Keisuke Aso | 14 de abril de 1992    |                                    |  |
| Kosuke Aso | 14 de abril de 1992    |                                    |  |
| Jai Crawford | 4 de agost de 1983     | Drapac Professional Cycling (2014) |  |
| Ricardo García Ambroa | 26 de febrer de 1988   | Team Ukyo (2014)                   |  |
| Marcos García Fernández | 4 de desembre de 1986  | Louletano-Ray Just Energy (2015)   |  |
| Kenji Itami | 15 de setembre de 1988 | Bridgestone Anchor (2014)          |  |
| Shigetomo Nakanishi | 12 de abril de 1990    |                                    |  |
| Ryōma Nonaka | 22 de juliol de 1989   | Shimano Racing Team (2014)         |  |
| Wesley Sulzberger | 20 de octubre de 1986  | Navitas Satalyst Racing (2015)     |  |
| Kōhei Tsukada | 6 de agost de 1992     |                                    |  |
| Masamichi Yamamoto | 4 de agost de 1978     | Bridgestone Anchor (2011)          |  |
| |                        |                                    |  |
| Fonts: ProCyclingStats Cycling Archives |                        |                                    |  |

| \| Llista de l'equip 2017 \| Llista de l'equip 2017 \| Llista de l'equip 2017 \| Llista de l'equip 2017 \| \| Ciclista \| Data de naixement \| Equip previ \| \| \| ----------------------- \| ---------------------- \| ---------------------------------- \| ---------------------- \| \| Tatsuki Amagoi \| 4 de gener de 1992 \| \| \| \| Keisuke Aso \| 14 de abril de 1992 \| \| \| \| Jai Crawford \| 4 de agost de 1983 \| Drapac Professional Cycling (2014) \| \| \| Marcos García Fernández \| 4 de desembre de 1986 \| Louletano-Ray Just Energy (2015) \| \| \| Ricardo García Ambroa \| 26 de febrer de 1988 \| Team Ukyo (2014) \| \| \| Thomas Lebas \| 14 de desembre de 1985 \| Bridgestone Anchor (2016) \| \| \| Yasuharu Nakajima \| 27 de desembre de 1984 \| Aisan Racing Team (2016) \| \| \| Kenji Nakanishi \| 3 de febrer de 1995 \| \| \| \| Ryōma Nonaka \| 22 de juliol de 1989 \| Shimano Racing Team (2014) \| \| \| Hiroshi Tsubaki \| 18 de maig de 1991 \| \| \| \| Genki Yamamoto \| 19 de novembre de 1991 \| Nippo-Vini Fantini (2016) \| \| \| \| \| \| \| \| Font: UCI \| \| \| \| |                        |                                    |  |
| Llista de l'equip 2017 |                        |                                    |  |
| Ciclista | Data de naixement      | Equip previ                        |  |
| Tatsuki Amagoi | 4 de gener de 1992     |                                    |  |
| Keisuke Aso | 14 de abril de 1992    |                                    |  |
| Jai Crawford | 4 de agost de 1983     | Drapac Professional Cycling (2014) |  |
| Marcos García Fernández | 4 de desembre de 1986  | Louletano-Ray Just Energy (2015)   |  |
| Ricardo García Ambroa | 26 de febrer de 1988   | Team Ukyo (2014)                   |  |
| Thomas Lebas | 14 de desembre de 1985 | Bridgestone Anchor (2016)          |  |
| Yasuharu Nakajima | 27 de desembre de 1984 | Aisan Racing Team (2016)           |  |
| Kenji Nakanishi | 3 de febrer de 1995    |                                    |  |
| Ryōma Nonaka | 22 de juliol de 1989   | Shimano Racing Team (2014)         |  |
| Hiroshi Tsubaki | 18 de maig de 1991     |                                    |  |
| Genki Yamamoto | 19 de novembre de 1991 | Nippo-Vini Fantini (2016)          |  |
| |                        |                                    |  |
| Font: UCI |                        |                                    |  |

## Classificacions UCI
A partir del 2015 l'equip participa en les proves dels circuits continentals, especialment a l'UCI Àsia Tour.
UCI Àsia Tour
| Temporada | Classificació per equips | Millor ciclista en la classificació individual |
| --------- | ------------------------ | ---------------------------------------------- |
| 2015      | 68è                      | Jai Crawford (193è)                            |
| 2016      | 10è                      | Ricardo García (57è)                           |
| 2017      | 7è                       | Thomas Lebas (11è)                             |
| 2018      | 1r                       | Thomas Lebas (5è)                              |
| 2019      | 7è                       | Genki Yamamoto (94è)                           |